# 馬爾基夫卡 (傑拉日尼亞區)
49°19′21″N 27°18′8″E / 49.32250°N 27.30222°E
馬爾基夫卡（烏克蘭語：Марківка）是位於烏克蘭西部的村莊，由赫梅利尼茨基州裡赫梅利尼茨基區的德拉日尼亞市鎮負責管轄。該村始建於1745年，面積1.4平方公里，海拔高度322米，2001年人口114，人口密度每平方公里81.7人。